# Ludvig Meyer (konstnär)
Ludvig Adolph Meyer, född 8 april 1819 i Göteborg, död 15 december 1865 i Göteborg, var en svensk litograf.
Han var son till ritmästaren Adolph Meyer och Fredrique Bähr. Meyer avlade examen vid Chalmersska slöjdskolan 1840 och besökte i studiesyfte bland annat England, Tyskland och Frankrike. Redan under sin tid som elev vid Chalmers arbetade han som teckningslärare vid Willinska fattigfriskolans verkstad. Efter studierna arbetade han först vid sin fars litografiska tryckeri men tillsammans med Adolf Köstner etablerade han firman Meyer & Köstner i Göteborg och man övertog 1852 Adolph Meyers stentryckerianstalt. Bland företagets arbeten märks illustrationerna till Kriget i finska viken 1854, Götha, Folk-kalendern 1855 och det samlade verket Göteborg med dess omgifningar, framställdt i taflor där Viktor Rydberg skrev illustrationstexterna.